# Аюшатская пещера
Аюшатская пещера — пещера на горе Кызылтау, на территории Жанааркинского района Улытауской области Казахстана. Расположена на высоте 1091 м. Образована в скальных породах (порфиритах) в результате выветривания. Длина — 25 м, ширина — 2,5 м, высота — 3 м. Служит туристско-экскурсионным объектом.